# Айгиржал (Шетський район)
Айгиржа́л (каз. Айғыржал) — село у складі Шетського району Карагандинської області Казахстану. Входить до складу Успенського сільського округу.
Населення — 91 особа (2021; 191 у 2009, 354 у 1999, 335 у 1989).
Національний склад станом на 1989 рік:
- казахи — 100 %.